# Planisphère de Ruysch

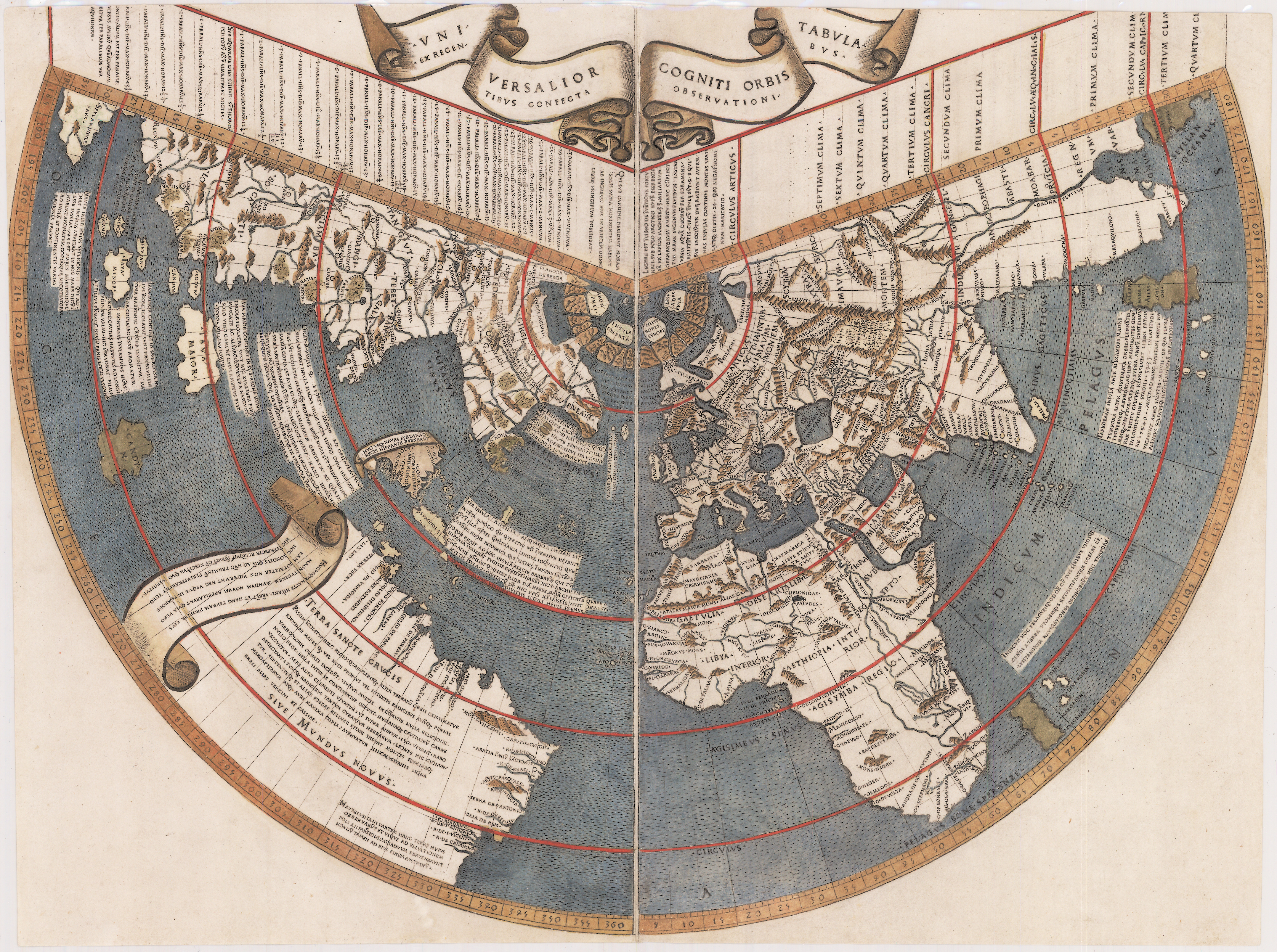
Planisphère de Ruysch

Le planisphère de Ruysch, dessiné par Johann Ruysch vers 1507-1508, est une des premières cartes imprimées représentant le Nouveau Monde ; c'est aussi la première mise à jour majeure de la carte de Ptolémée. Diffusé à des milliers d'exemplaires dans la Géographie actualisée de Ptolémée, ce planisphère a eu un impact majeur sur la perception géographique des Européens[réf. souhaitée].

## Description
Le planisphère, gravé sur plaques de cuivre et imprimé sur deux feuillets, mesure 40,5 × 53,5 centimètres. Son titre est indiqué dans une banderole, Universalior Cogniti Orbis Tabula, Ex recentibus confecta observationibus (Carte du monde connu, réalisée à partir des récentes découvertes).
Comme le planisphère de Contarini, dont il est peut-être dérivé, il utilise une projection conique régulière, où les parallèles sont des cercles concentriques, et les méridiens des lignes ayant leur origine au pôle Nord. Le méridien zéro sépare les deux feuillets, et traverse les îles Canaries, ce qui a pour effet de rassembler toutes les découvertes sur le feuillet de gauche.
Les toponymes portugais suggèrent que Ruysch a utilisé des sources d'origine portugaise : outre Terre-Neuve et le Brésil, on en trouve près de Taprobana (Sumatra). La petite taille de Madagascar et les nombreux détails figurant en Inde renforcent cette présomption.
Il montre l'Amérique du Sud, une partie des Antilles, et une portion de l'Amérique du Nord explorée par les portugais.

### Amérique du Nord et Caraïbes

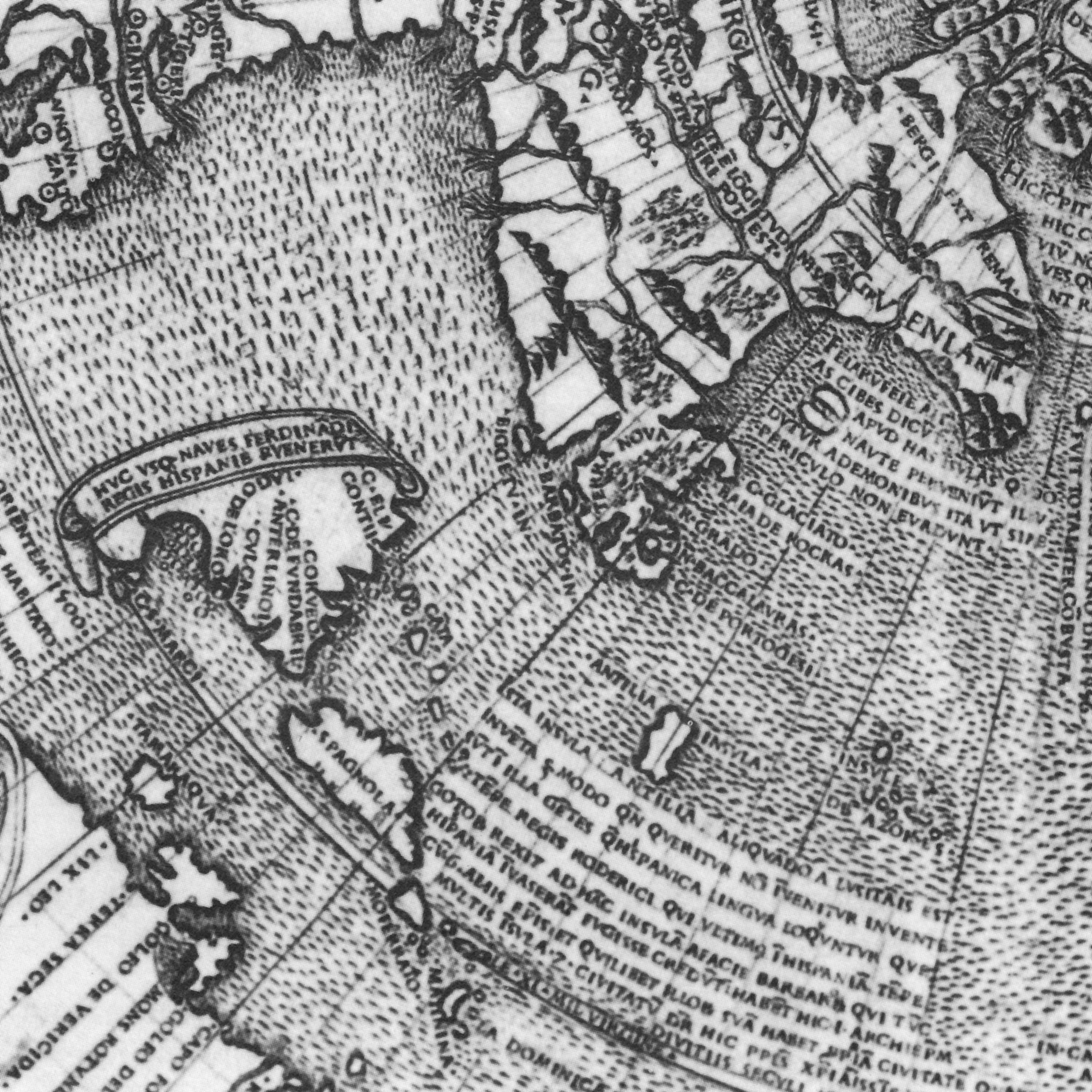
Gruenlant, Terra Nova, Antilia, Cuba

L'Amérique du Nord est représentée comme étant l'extrémité est de l'Asie ; le Groenland (Gruenlant) et Terre-Neuve (Terra Nova) font aussi partie de ce continent.
Près de Terre-Neuve, In. Baccalauras est aujourd'hui connue sous le nom d'île Baccalieu, c'est le plus ancien toponyme du Canada. Juste au sud, C. de Portogesi atteste des expéditions portugaises (notamment celles de Gaspar et Miguel Corte-Real) et de l'imposante flotte de pêche portugaise qui vient pêcher la morue au large de Terre-Neuve au début du XVe siècle. R. Grado ou Baia de Rockas est peut-être le détroit de Belle-Isle.
Au sud-ouest de la « péninsule » du Groenland, deux îles en croissant de lune sont figurées avec une inscription : « il est dit que ceux qui sont venus en bateau vers ces îles pour trouver des poissons et d'autres nourritures ont été si dupés par les démons qu'ils ne pouvaient débarquer sans danger. »  Plusieurs cartes ultérieures comportent également une isle aux démons. À l'ouest du Groenland se trouve le pays de Gog et Magog.
Au sud-est du Groenland se trouve l'île d'Antilia. En dessous se trouve la légende : « Cette île d'Antilia a été découverte par les portugais. Maintenant, quand elle est recherchée elle est introuvable. Dans cette île vivent des hommes qui parlent l'espagnol, et qui sous le règne du roi Roderic ont été obligés de fuir les barbares qui envahissaient alors l'Espagne. Ici siégeait un archevêque et six autres évêques, chacun ayant sa propre cité. En conséquence, cette île est souvent appelée “les Sept Cités”. Les habitants vivent pieusement et avec toutes les richesses de ce siècle. » Plusieurs expéditions ont tenté de trouver les Sept Cités dans les Caraïbes, et leur légende s'est ensuite localisée en Amérique du Sud.
Dans une note située à l'ouest de Spagnola (Hispaniola), Ruysch indique qu'il s'agit probablement de Sipango (Cipangu), décrite par Marco Polo : « M Polo dit qu'à 1500 lieues à l'est du port de Zaiton se trouve une grande île nommée Sipango. Les habitants sont idolâtres et ont leur propre roi et ne sont tributaires à personne. Ils possèdent une grande abondance d'or et de pierres précieuses. Mais étant donné que les îles découvertes par les Espagnols se trouvent à cet endroit, nous n'osons pas situer cette île ici, car nous sommes d'avis que ce que les Espagnols appelle Spagnola est en fait Cipangu, car les choses décrites comme faisant partie de Sipango se trouvent aussi à Spagnola, outre l'idolâterie. »
À l'ouest d'Hispaniola se trouve probablement Cuba ; seule la moitié orientale, de forme triangulaire exagérée, est représentée ; une banderole dessinée sur l'ouest du triangle indique que « les vaisseaux de Ferdinand sont arrivés jusqu'à cette limite » : l'ouest n'a pas encore été exploré, et Ruysch peut donc éviter de se fourvoyer en le représentant. La terre est entourée d'eau, y compris la partie non explorée, ce qui suggère un accès direct à la Chine par les Antilles. Selon Donald McGuirk, la plaque d'impression a été retouchée à cet endroit : sous la terre triangulaire se trouve une île aux contours plus proches de ceux de Cuba, et la légende DE CVBA. La représentation de Cuba comme péninsule continentale correspond à la perception de Christophe Colomb, qui était convaincu d'avoir débarqué sur le continent asiatique, et qui en avait fait prêter serment à ses officiers. On entrevoit une autre retouche dans la mer au nord-ouest de « Cuba », qui dissimule un texte gommé de la plaque. L'extrémité orientale est nommée C. de Fundabril (probablement Punta de Maisi), que Colomb tenait pour la pointe des Indes.
Au sud d'Antilia, on distingue Moferrato (vraisemblablement Porto Rico), Le XI Mil Virgine (les îles Vierges), Matinina et La Dominica (nommée Canibali sur les premiers tirages).

### Amérique du Sud
L'Amérique du Sud est un continent distinct ; un bandeau en interrompt le contour à l'ouest, avec l'inscription : « les marins espagnols sont allés jusqu'ici, et en raison de sa taille ils l'appellent nouveau monde, car ils n'en ont pas vu la totalité ni exploré au-delà de cette limite à ce jour. Par conséquent, cette carte est laissée incomplète pour l'instant, car nous ne savons pas dans quelle direction il s'étend. ». Il comporte les indications Terra sancte crucis (premier nom donné par les Portugais au Brésil) et Sive Mundus Novus ; il s'agit de la seconde mention du Nouveau Monde sur une carte imprimée, après le planisphère de Contarini. Il n'y a aucune trace du quatrième voyage de Colomb en 1502-1503, mais de nombreux toponymes sont ceux donnés par Amerigo Vespucci, et souvent déjà présents dans le planisphère de Cantino de 1502. Caput S. Crucis correspond au cap Saint-Vincent de Vespucci. Au sud de la carte, une inscription indique que les Portugais ont navigué jusqu'à 50 degrés sud sans atteindre l'extrémité du continent.

### Asie
L'Inde et Prilam (Ceylan) sont représentés avec des contours assez précis, ce qui témoigne une nouvelle fois des influences portugaises sur Ruysch. Au-delà, il se base surtout sur les voyages de Marco Polo et les descriptions de Ptolémée, avec des résultats confus. Ainsi, en plus de la Ceylan « réelle » près de l'Inde, Ruysch montre une île de Taprobana alias Zoilon plus à l'est, Taprobana étant le nom donné par Ptolémée à Ceylan, et parfois attribué à Sumatra. Toujours plus loin à l'est, une troisième version de Ceylan figure avec l'inscription Seylan Insulae.

### Pôle Nord
Ruysch place plusieurs îles autour du pôle Nord, d'après Inventio Fortunate, le récit de voyage de Nicolas de Linna en 1355. Près de l'une, il écrit : « On dit dans le livre Inventio fortunate qu'au pôle arctique se trouve un immense rocher magnétique, de trente-trois milles germains de circonférence. Une mer déchaînée entoure ce roc, comme si les eaux jaillissaient d'un vase par l'embouchure. Autour se trouvent plusieurs îles, dont deux sont habitées. »

## Histoire
Il est possible que Johann Ruysch ait accompagné des marins de Bristol lors d'un voyage vers les Grands Bancs de Terre-Neuve vers 1500, peut-être même John Cabot en 1497.
Le planisphère se trouve dans certaines réimpressions de l'édition dite « de Rome » de la Géographie de Ptolémée faites en 1507, et dans tous les tirages de 1508, ce qui suggère qu'il a été dessiné en 1507. Cet atlas est accompagné d'un livret, Orbis nova descriptio, de Marcus Beneventanus. Les éditions précédentes de l'atlas avaient été publiées en 1478 et 1490.
Contrairement aux planisphères de Contarini et Waldseemüller dont un seul exemplaire connu subsiste, il existe de nombreuses copies du tirage original du planisphère de Ruysch. Un recensement fait par Donald McGuirk en 1989 a permis de localiser 64 copies, et McGuirk estime le nombre total à une centaine de copies. Par exemple, des copies distinctes sont conservées à l'université Harvard, à la Library of Congress, à la bibliothèque James Ford Bell de l'université du Minnesota, ou à la Bibliothèque nationale de France (trois copies).

### Les différents tirages
Bradford Swan puis Douglas McGuirk ont montré que plusieurs versions successives du planisphère ont été imprimées, en retouchant les plaques de cuivre servant à l'impression. Trois versions distinctes de chaque feuille ont été identifiées ; curieusement ces évolutions sont sans rapport avec les tirages du Ptolémée lui-même : des cartes « récentes » ont été insérées dans des atlas « anciens », et réciproquement.
Ainsi, sur la plaque ouest, la première génération comporte la légende CANIBALI à la place de LA DOMINICA ; cette correction est faite à la deuxième génération et CANIBALOS IN. apparaît sur l'île de la Trinité ; à la troisième génération PLISACVS SINVS est rajouté près des côtes chinoises et SINVS GRVENLANTEVS près de Gruenlant.

## Sources
- (en) Atlases, Library of Congress, lire en ligne
- (en) J. Siebold, Slide #313 Monograph: Universalior Cogniti Orbis Tabula, Ex recentibus confecta observationibus lire en ligne
- (en)  James Ford Bell Library, A Tour of Ptolemy's Maps - 1508 Ruysch, University of Minnesota, lire en ligne
- (en) Maps - The New Continent - 16th century, Bibliothèque et archives Canada lire en ligne
- (en) Catalog 54 - World Maps, c.1200-1700, Richard B. Arkway, Inc. lire en ligne
- (en) John T. Day, The New World in Maps: The First Hundred Years, The Newberry Library, 1988 lire en ligne
- (en) Justin Winsor, Christopher Columbus and how He Received and Imparted the Spirit of Discovery, Houghton, Mifflin and company, 1892, lire en ligne (Google Books)
- (en) Justin Winsor, Narrative and Critical History of America, Houghton, Mifflin and company, 1884, lire en ligne (Google Books)
- (en) Thomas Suárez, Shedding the Veil: Mapping the European Discovery of America and the World, World Scientific,  (ISBN 981-02-0869-3), pages 40-51
- (en) Donald L. McGuirk, Jr., Ruysch world Map: Census and Commentary, Imago Mundi, volume 41, 1989, pages 133-141
- Henry Harrisse, Les Corte-Real et leurs voyages au nouveau monde, mémoire lire en ligne (Google Books)